# Trichoceros
Trichoceros é um género botânico pertencente à família das orquídeas (Orchidaceae).

## Espécies
- Trichoceros antennifer  (Humb. & Bonpl.) Kunth. (1816)
- Trichoceros carinifer  Schltr. (1921)
- Trichoceros cristinae  P.Ortiz & C.Uribe (2009)
- Trichoceros dombeyi  D.E.Benn. & Christenson (2001)
- Trichoceros hajekiorum  D.E.Benn. & Christenson (2001)
- Trichoceros muralis  Lindl. (1833)
- Trichoceros onaensis  Christenson (2001)
- Trichoceros platyceros  Rchb.f. (1854)
- Trichoceros roseus  Christenson (2001)
- Trichoceros tupaipi  Rchb.f. (1876)